# Осадчук, Матиас
Мати́ас Лу́кас Осадчу́к (исп. Matías Lucas Osadczuk, родился 22 апреля 1997 года) — аргентинский регбист, выступающий на позиции центра; в составе сборной Аргентины по регби-7 — бронзовый призёр летних Олимпийских игр 2020 в Токио.

## Биография
Начинал карьеру игрока в возрасте 4 лет в клубе СИТАС в Буэнос-Айресе, позже стал игроком клуба «Алумни», соревнуясь в Торнео де ла УРБА. По собственным словам, он ставил своей целью выступать за основной состав СИТАС, даже не думая о возможности когда-либо играть за аргентинскую сборную по «семёрке». В 2016 году выступал на молодёжном первенстве мира по регби-15, проведя два матча; аргентинцы стали бронзовыми призёрами этого турнира.
В составе сборной Аргентины по регби-7 он дебютировал в сезоне Мировой серии 2016/2017, по итогам которой был назван лучшим дебютантом турнира. В апреле 2017 года участвовал в Гонконгском ежегодном турнире, во время матча против Австралии получил травму правого колена (разрыв связки), из-за чего пропустил молодёжный чемпионат мира. Возвращение Матиаса состоялось в январе 2018 года на этапе Мировой серии в Сиднее; в том же году на турнире в Лас-Вегасе он вошёл в символическую сборную турнира. Сыграл также на чемпионате мира 2018 года в Сан-Франциско (5-е место).
В 2019 году Осадчук выступил на чемпионате Америки в составе второй сборной Аргентины, сыграв 5 матчей и набрав 5 очков благодаря попытке против Канады, а аргентинцы выиграли этот розыгрыш чемпионата. В том же году завоевал золотую медаль Панамериканских игр в Лиме и стал основным игроком команды в сезоне 2019/2020 Мировой серии по регби-7, досрочно завершённом из-за пандемии COVID-19.
В 2021 году Осадчук вошёл в заявку сборной Аргентины на Олимпиаду в Токио. На турнире он сыграл 4 матча и набрал 10 очков, занеся попытку в первом матче против Австралии (победа 29:19) и третьем матче против Южной Кореи (победа 56:0). В матче против ЮАР (победа 19:14) он получил травму в виде разрыва крестообразных связок и пропустил остаток турнира, однако его команда завоевала бронзовые медали.